# Biblioteca Jordi Rubió i Balaguer
La biblioteca Jordi Rubió i Balaguer  es una biblioteca que junto a la Biblioteca Maria Amèlia Capmany son las dos bibliotecas de  San Baudilio de Llobregat. Ubicada en  el Parc de la Muntanyeta (Parque de la Montañeta). Fue inaugurada el 22 de mayo de 2005. Esta biblioteca tiene una superficie de 3900 m² y es una de las más grandes de Cataluña.
Recibe su nombre en honor a Jordi Rubió i Balaguer, profesor, bibliotecario e investigador, fue el director y principal impulsor de la Biblioteca de Cataluña, de la Escola de Bibliotecàries y de la Red de Bibliotecas Populares. 

## Localización
Baldiri Aleu Torres, 6-8 (08830) Sant Boi de Llobregat en el parque de La Muntanyeta.